# Espuma contra incendios

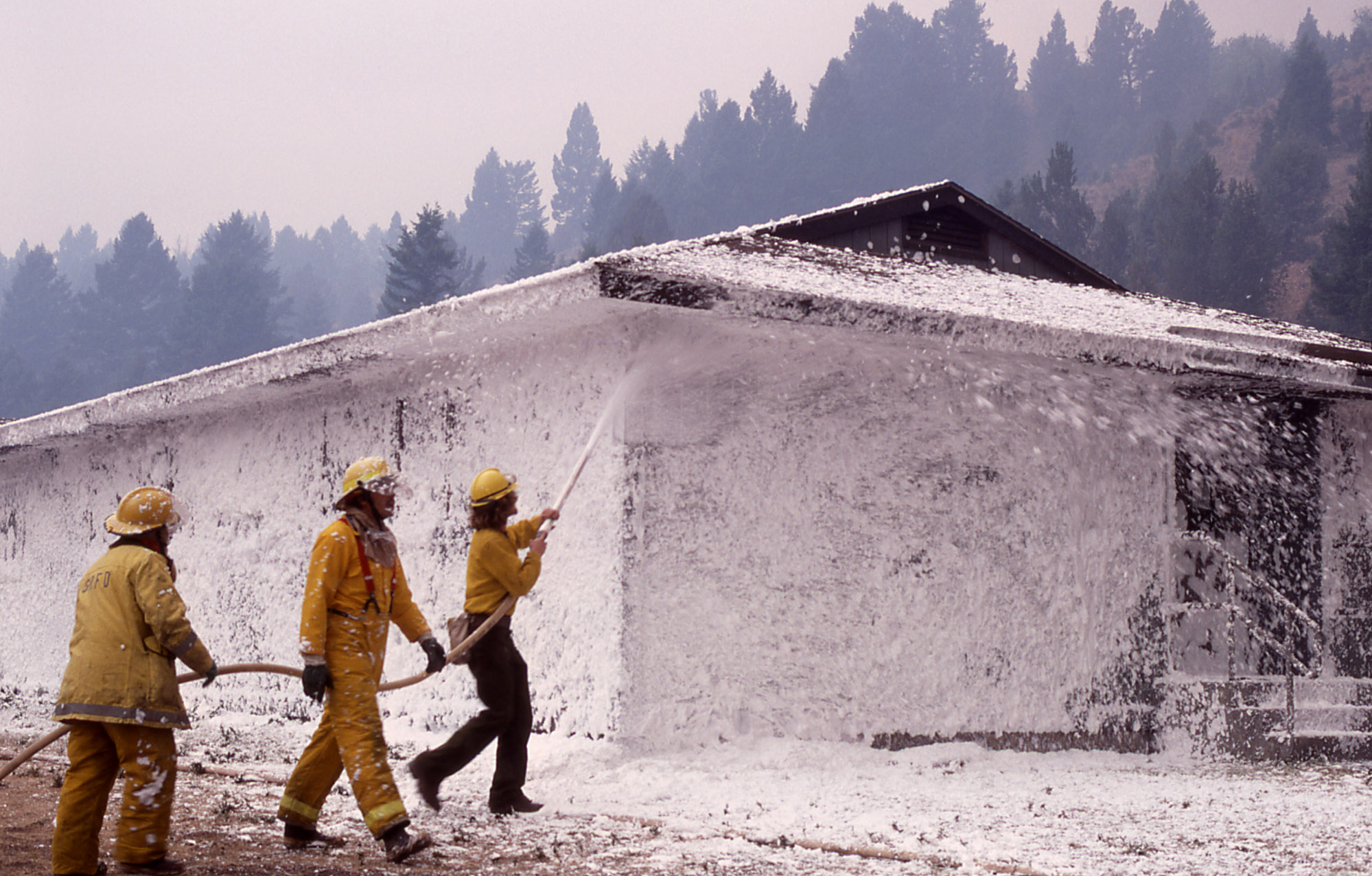
Los bomberos rociaron con espuma las estructuras del complejo Mammoth Hot Springs el 10 de septiembre de 1988 durante los incendios de Yellowstone.

La espuma contra incendios o espuma antiincendios es una espuma especialmente diseñada para su uso en la extinción de incendios. Su función es enfriar el fuego y revestir el combustible, evitando su contacto con el oxígeno, provocando la supresión de la combustión. La espuma contra incendios fue inventada por el ingeniero y químico ruso Aleksandr Loran en 1902.
Los tensioactivos utilizados deben producir espuma en una concentración inferior al 1%. Otros componentes de las espumas ignífugas son orgánicos disolventes (por ejemplo, trimetil- trimetilenglicol y hexilenglicol ), estabilizadores de la espuma (por ejemplo, alcohol laurílico ), y inhibidores de la corrosión.

## Visión
- Las espumas de baja expansión, como AFFF, tienen una tasa de expansión inferior a 20 veces, son de baja viscosidad, móviles y pueden cubrir rápidamente grandes áreas.
- Las espumas de expansión media tienen una relación de expansión de 20 a 100.
- Las espumas de alta expansión tienen una relación de expansión de más de 200–1000 y son adecuadas para espacios cerrados como hangares, donde se necesita un llenado rápido.
- Las espumas resistentes al alcohol contienen un polímero que forma una capa protectora entre la superficie de combustión y la espuma, evitando que la espuma se descomponga por los alcoholes del combustible en combustión. Las espumas resistentes al alcohol se utilizan en la extinción de incendios de combustibles que contienen oxigenados, por ejemplo, MTBE, o incendios de líquidos a base de o que contienen disolventes polares.

## Espuma clase A
Las espumas de clase A se desarrollaron a mediados de la década de 1980 para combatir incendios forestales. Las espumas de Clase A reducen la tensión superficial del agua, lo que ayuda a humedecer y saturar los combustibles de Clase A con agua. Esto ayuda a la extinción de incendios y puede evitar que se vuelvan a encender.  Experiencias favorables llevaron a su aceptación para combatir otros tipos de incendios de clase A, incluidos los incendios de estructuras.

## Espuma clase B
Las espumas de clase B están diseñadas para incendios de clase B: líquidos inflamables. El uso de espuma de clase A en un incendio de clase B puede producir resultados inesperados, ya que las espumas de clase A no están diseñadas para contener los vapores explosivos producidos por líquidos inflamables. Las espumas de clase B tienen dos subtipos principales.
Espumas sintéticas
Las espumas sintéticas se basan en tensioactivos sintéticos . Proporcionan un mejor flujo y se extienden sobre la superficie de los líquidos a base de hidrocarburos, para una extinción más rápida de las llamas. Tienen una seguridad posterior al incendio limitada y son contaminantes tóxicos del agua subterránea.
- Las espumas formadoras de película acuosa (AFFF) son a base de agua y con frecuencia contienen tensioactivos a base de hidrocarburos como el alquil sulfato de sodio y fluorosurfactantes, como fluorotelómeros, ácido perfluorooctanoico (PFOA) o ácido perfluorooctanosulfónico (PFOS).
- Las espumas filmógenas acuosas resistentes al alcohol (AR-AFFF) son espumas resistentes a la acción de los alcoholes y pueden formar una película protectora.

Espumas proteicas
Las espumas de proteínas contienen proteínas naturales como agentes espumantes. A diferencia de las espumas sintéticas, las espumas de proteínas son biodegradables . Fluyen y se esparcen más lentamente, pero proporcionan una manta de espuma que es más resistente al calor y más duradera.

## Preocupaciones ambientales y de salud
Los estudios han demostrado que el PFOS es un contaminante persistente, bioacumulativo y tóxico. Se añadió al anexo B del Convenio de Estocolmo sobre contaminantes orgánicos persistentes en mayo de 2009.  regulaciones en los Estados Unidos, Canadá, la Unión Europea, Australia y Japón han prohibido la nueva producción. de productos a base de PFOS, incluidas las espumas contra incendios.  3M eliminó la producción de PFOS en 2002 debido a preocupaciones de toxicidad.
Un estudio, publicado en 2015, encontró que los bomberos tenían más probabilidades de tener tensioactivos fluorados en el torrente sanguíneo.  En 2016, la Fuerza Aérea de los Estados Unidos pagó $ 4,3 millones por un sistema de tratamiento de agua para los residentes río abajo de la Base de la Fuerza Aérea Peterson en Colorado.
En los Estados Unidos, las descargas de AFFF por embarcaciones a aguas superficiales están reguladas por la Agencia de Protección Ambiental (EPA) y el Departamento de Defensa de los Estados Unidos, de conformidad con la Ley de Agua Limpia.
En Australia, en 2015, la Autoridad de Protección Ambiental de Nueva Gales del Sur emitió un anuncio de seguridad pública luego de una contaminación de una fuente de agua cerca de la base RAAF en Williamtown. Se informó que el agua superficial, el agua subterránea y los peces contenían sustancias químicas de las espumas para combatir incendios que habían sido liberadas por la base local de la Royal Australia Air Force antes de los cambios en el protocolo de entrenamiento en 2008.  Se recomendó a los residentes de la zona que no consumieran ningún calibre. agua, además de huevos y mariscos de fauna expuesta al agua contaminada.  El descubrimiento llevó a la prohibición de todas las formas de pesca en las aguas de Fullerton Cove hasta principios de octubre de 2016.
A partir de 2017, el Departamento de Defensa está lidiando con dos demandas colectivas presentadas por los afectados por la contaminación en Williamtown y en el Army Aviation Center Oakey.  Junto con muchos aeropuertos y servicios de bomberos, el Departamento de Defensa está investigando una posible contaminación en 18 sitios militares en Australia.  En Williamtown, también está realizando estudios sobre la absorción y la contaminación residual en plantas, pollos y huevos.
En diciembre de 2017, el ministro de Medio Ambiente de Nueva Zelanda anunció que se encontraron niveles superiores a los aceptables de PFOS y PFOA en el agua subterránea en dos bases de la Real Fuerza Aérea de Nueva Zelanda , que se cree que se deben al uso histórico de espuma contra incendios que contiene las sustancias.  residentes que vivían cerca de las bases aéreas se les dijo que bebieran agua embotellada hasta que se pudieran realizar pruebas más extensas.
En 2020, las agencias gubernamentales estatales de los EE. UU. Planean deshacerse de la espuma contra incendios, ya sea mediante incineración o vertedero. Los estados desecharán casi 1 millón de galones estadounidenses (3.800 kl) de espuma. La EPA y las agencias estatales aún están investigando los posibles riesgos para la salud de incinerar AFFF.